# Keto și Kote (film)
Keto și Kote (titlul original: în rusă Кето и Котэ, transliterat: Keto i Kote; georgiană ქეთო და კოტე, transliterat: Keto da Kote) este un film de comedie muzicală sovietic (R.S.S. Gruzină), realizat în 1948 de regizorii Vahtang Tabliașvili și Șalva Ghedevanișvili, după piesa Hanuma („Ханума”) de Avksenti Țagareli, protagoniști fiind actorii Medeia Djaparidze, Batu Kraveișvili, Andro Kobaladze și Sesilia Takaișvili.

## Rezumat
Un bogat negustor din Tiflis visează să se căsătorească cu o aristocrată (pentru a fi recunoscut însuși ca aristocrat) și urmează să-și dea frumoasa fiică Keto unui bătrân, vicios și ruinat, prințul Levan Palavandișvili. Fata este disperată, pentru că îl iubește pe tânărul poet Kote, nepotul prințului, care sub pretextul că ar fi un profesor, merge la ea acasă. Cu ajutorul prietenilor și al Hanumei, tinerii îndrăgostiți reușesc să-i păcălească pe bătrâni și să-și împlinească fericirea.

## Distribuție
- Medeia Djaparidze – Keto
- Batu Kraveișvili – Kote
- Piotr Amiranișvili – Levan Palavandișvili
- Șalva Gambașidze – Makar, tatăl lui Keto
- Tamara Ceavceavadze – Hanuma
- Giorgi Shavgulidze – Niko, mesagerul precupețului Makar
- Andro Kobaladze – prietenul lui Kota
- Țețilia Țuțunava – prințesa I
- Veriko Andjaparidze – prințesa II
- Sesilia Takaișvili – prințesa III
- Akaki Kvantaliani – Bondo
- Tamara Țițișvili — Tekle, sora cneazului Levan
- Leila Abașidze – fata cu flori
- Otar Koberidze –
- Meri Davitașvili – Kabato
- Vaso Godziașvili – Sito
- Sergo Zakariadze – un târgoveț
- Aleksandra Toidze –
- Iakov Tripolski –
- Aleksandr Jorjoliani – Beșken